# Bitcoin Unlimited
Bitcoin Unlimited (BU) (Bitcoin Illimité en français) est un logiciel client pour gérer les nœuds du réseau bitcoin. Par rapport au client Bitcoin Core, dont BU est issue, la taille limite des blocs n'est pas figée en dur dans le code. À la place, le client permet aux utilisateurs de signaler la limite qu'ils préfèrent. Le client trouve automatiquement la limite ayant la plus grande majorité sur le réseau et définit une taille des blocs sur cette valeur.
La sortie du client Bitcoin Illimité suit la parution des clients Bitcoin XT et Bitcoin Classique qui sont d'autres propositions visant à augmenter la capacité de transaction du réseau bitcoin. La limite haute du Bitcoin Core à l'époque était de l'ordre de 2,5-3 transactions par seconde, et ne pouvait être levée qu'à travers la modification, en dur, du code limitant la taille des blocs.

## Évolution de la capacité
Bitcoin Unlimited est une tentative d'amélioration de Bitcoin Core en un client qui traite les transactions bitcoin dans des blocs de taille plus grande que la limite hardcodée d'un méga-octet. La limite d'un méga-octet a été ajoutée en 2010 par Satoshi Nakamoto, à titre temporaire, comme mesure anti-spam. Cela a limité la capacité maximale du réseau à environ trois transactions par seconde. BUIP001 a documenté la proposition pour BU et a été rédigé par le développeur en chef Andrew Pierre.
Avec Bitcoin Unlimited, les mineurs sont indépendamment en mesure de reconfigurer la taille des blocs qu'ils valident.
Les paramètres sont : 
- 'Maximum Generation Size' (Taille de génération maximale), aussi appelé MG est un nouveau paramètre limitant la taille des blocs et est par défaut fixé à un mégaoctet. Le logiciel permet aux utilisateurs de régler et sélectionner la taille des blocs qu'ils produisent.
- Excessive Block Size (Taille de bloc additionnelle), ou EB, est un paramètre permettant aux nœuds de choisir la taille du bloc qu'ils acceptent. Par défaut, ce paramètre est fixé à 16 méga-octets.
- Le troisième paramètre introduit par BU permet à l'utilisateur de sélectionner le niveau de profondeur d'acceptation, ou AD de l'anglais: 'Excessive Acceptance Depth'. Cela met en œuvre une stratégie de consensus à travers une acceptation rétroactive des blocs de plus grande taille si une majorité des autres mineurs ont fait de même.

Les mineurs utilisant Bitcoin Unlimited continuent le traitement des blocs de taille 1 Mo, mais dès qu'un bloc plus grand est produit, ils vont suivre la chaîne contenant le plus de travail.